# Sarbanissa vitalis
Sarbanissa vitalis är en fjärilsart som beskrevs av Jordan 1926. Sarbanissa vitalis ingår i släktet Sarbanissa och familjen nattflyn. Inga underarter finns listade.